# کوشک باغ گلشن ریاب
کوشک باغ گلشن ریاب مربوط به دوره قاجار است و در شهرستان گناباد، بخش مرکزی، روستای ریاب واقع شده و این اثر در تاریخ ۲۲ مرداد ۱۳۸۴ با شمارهٔ ثبت ۱۳۱۷۰ به‌عنوان یکی از آثار ملی ایران به ثبت رسیده‌است.